# جريدة الجامعة الإسلامية
جريدة الجامعة الإسلامية هي جريدة يومية سياسية صدر العدد الأول منها في القدس في 16 تموز 1932 ثم واصلت الصدور في يافا. طبعت الصحيفة في مطبعة جريدة الجامعة الإسلامية.
صاحب الجريدة ومدير سياستها ورئيس تحريرها سليمان التاجي الفاروقي، وهو شيخ دين ومحامٍ درس في الأزهر تحت رعاية المفكّر محمد عبده حيث لقب «معري فلسطين» ودرس القضاء في كلية الحقوق في الاستانة. كما ان الشيخ سليمان التاجي الفاروقي اتقن عدة لغات كالتركية، الفرنسية والإنكليزية، كما انه عرف بدفاعه عن الشعب الفلسطيني امام المحاكم البريطانية بالإضافة لتوجهاته الوطنية الإسلامية.
رسمت الجريدة لنفسها خطا فكريا يمكن تعريقه في محاولة للتوفيق بين الماضي والحاضر، وإنصاف الحضارة العربيّة الإسلاميّة، واهتمّت بالقضايا السياسيّة والاجتماعيّة، ولكنّها اهتمت في نفس الوقت بقصص التراث الإسلامي والمقالات التاريخية بهدف بناء وعي بالحضارة العربية الإسلامية. وقال المحرر في الافتتاحية الطويلة للمجلة بان فكرة تاسيس الجريدة هي الحاجة الماسة لتوصيل بعض المواعظ للامة العربية. وخطة الجريدة كانت اصلاح ما افسدته السياسة، ومعالجة مشاكل الشعوب الشرقية من الناحية الوطنية العامة. كما ان الصحيفة في تلك الفترة بدت عالمية حيث انها عملت على ايقاظ الشرق وتحسين العلاقات بين الامم والشعوب.
بدات السنة الثانية للجريدة في 5 تموز 1933 وقد اصدرت الجريدة عددا خاصا بذكرى المولد النبوي الشريف. دام صدور جريدة الجامعة الإسلامية اليومية بثماني صفحات حتى 15 تموز 1934. وتميزت هذه الجريدة بتوجهها الديني الإسلامي، واتهمت بالتعصب الديني بسبب مهاجمتها المؤسسات التبشيرية المسيحية، كما اتهمت بخدمة مصالح وأهداف موسوليني في الشرق العربي، إلى ان أغلقتتها حكومة الانتداب البريطاني عام 1938 بسب مواقفها التي اعتبرت ان فيها تحريض على الثورة العربية ضد السلطات البريطانية.